# Ministri della salute della Croazia
I ministri della salute della Croazia dal 1990 ad oggi sono i seguenti.

## Lista
| Ministro                    | Ministro        | Ministro                       | Partito                              | Governo                   | Mandato          | Mandato          |
| Ministro                    | Ministro        | Ministro                       | Partito                              | Governo                   | Inizio           | Fine             |
| --------------------------- | --------------- | ------------------------------ | ------------------------------------ | ------------------------- | ---------------- | ---------------- |
| Salute                      |                 |                                |                                      |                           |                  |                  |
|                             |                 | Andrija Hebrang (1946)         | Unione Democratica Croata            | Mesić                     | 31 maggio 1990   | 24 agosto 1990   |
| Manolić                     | 24 agosto 1990  | Andrija Hebrang (1946)         | Unione Democratica Croata            | 17 luglio 1991            |                  |                  |
| Gregurić                    | 17 luglio 1991  | Andrija Hebrang (1946)         | Unione Democratica Croata            | 12 agosto 1992            |                  |                  |
|                             |                 | Juraj Njavro (1938-2008)       | Unione Democratica Croata            | Šarinić                   | 12 agosto 1992   | 3 aprile 1993    |
| Valentić                    | 3 aprile 1993   | Juraj Njavro (1938-2008)       | Unione Democratica Croata            | 12 ottobre 1993           |                  |                  |
| Valentić                    |                 |                                | Andrija Hebrang (1946)               | Unione Democratica Croata | 12 ottobre 1993  | 7 novembre 1995  |
| Mateša                      | 7 novembre 1995 | 14 maggio 1998                 | Andrija Hebrang (1946)               | Unione Democratica Croata |                  |                  |
| Mateša                      |                 |                                | Željko Reiner (1953)                 | Unione Democratica Croata | 14 maggio 1998   | 27 gennaio 2000  |
|                             |                 | Ana Stavljenić-Rukavina (1939) | Indipendente                         | Račan I                   | 27 gennaio 2000  | 23 ottobre 2001  |
| vacante                     | vacante         | vacante                        | vacante                              | Račan I                   | 23 ottobre 2001  | 22 novembre 2001 |
|                             |                 | Andro Vlahušić (1960)          | Partito Social-Liberale Croato       | Račan I                   | 22 novembre 2001 | 30 luglio 2002   |
| Račan II                    | 30 luglio 2002  | Andro Vlahušić (1960)          | Partito Social-Liberale Croato       | 23 dicembre 2003          |                  |                  |
| Salute e previdenza sociale |                 |                                |                                      |                           |                  |                  |
|                             |                 | Andrija Hebrang (1946)         | Unione Democratica Croata            | Sanader I                 | 23 dicembre 2003 | 15 febbraio 2005 |
|                             |                 | Neven Ljubičić (1963)          | Unione Democratica Croata            | Sanader I                 | 15 febbraio 2005 | 12 gennaio 2008  |
|                             |                 | Darko Milinović (1963)         | Unione Democratica Croata            | Sanader II                | 12 gennaio 2008  | 6 luglio 2009    |
| Kosor                       | 6 luglio 2009   | Darko Milinović (1963)         | Unione Democratica Croata            | 23 dicembre 2011          |                  |                  |
| Salute                      |                 |                                |                                      |                           |                  |                  |
|                             |                 | Rajko Ostojić (1962)           | Partito Socialdemocratico di Croazia | Milanović                 | 23 dicembre 2011 | 18 giugno 2014   |
|                             |                 | Siniša Varga (1965)            | Partito Socialdemocratico di Croazia | Milanović                 | 18 giugno 2014   | 22 gennaio 2016  |
|                             |                 | Dario Nakić (1969)             | Unione Democratica Croata            | Orešković                 | 22 gennaio 2016  | 19 ottobre 2016  |
|                             |                 | Milan Kujundžić (1957)         | Unione Democratica Croata            | Plenković I               | 19 ottobre 2016  | 28 gennaio 2020  |
|                             |                 | Vili Beroš (1964)              | Unione Democratica Croata            | Plenković I               | 28 gennaio 2020  | 14 maggio 2020   |
| Plenković II                | 14 maggio 2020  | Vili Beroš (1964)              | Unione Democratica Croata            | 17 maggio 2024            |                  |                  |
| Plenković III               | 17 maggio 2024  | Vili Beroš (1964)              | Unione Democratica Croata            | 15 novembre 2024          |                  |                  |
| Plenković III               |                 |                                | Andrej Plenković (ad interim) (1970) | Unione Democratica Croata | 15 novembre 2024 | 6 dicembre 2024  |
| Plenković III               |                 |                                | Irena Hrstić (1969)                  | Unione Democratica Croata | 6 dicembre 2024  | in carica        |

### Esplicative
1. ↑  Di area HSLS.
2. ↑  Ricopre anche la carica di Vicepresidente del Governo.
3. ↑  Ricopre anche la carica di Vicepresidente del Governo dal 19 novembre 2011.
4. ↑  Già Presidente del Governo.